# Isidorea tetramera
Isidorea tetramera är en måreväxtart som beskrevs av Ignatz Urban och Erik Leonard Ekman. Isidorea tetramera ingår i släktet Isidorea och familjen måreväxter. Inga underarter finns listade i Catalogue of Life.